# San Bartolo, Tlaxiaco
San Bartolo är en ort i Mexiko.   Den ligger i kommunen Heroica Ciudad de Tlaxiaco och delstaten Oaxaca, i den sydöstra delen av landet, 290 km sydost om huvudstaden Mexico City. San Bartolo ligger 2 144 meter över havet och antalet invånare är 424.
Terrängen runt San Bartolo är kuperad. Runt San Bartolo är det ganska tätbefolkat, med 83 invånare per kvadratkilometer. Närmaste större samhälle är Heroica Ciudad de Tlaxiaco, 1,9 km väster om San Bartolo. I omgivningarna runt San Bartolo växer huvudsakligen savannskog.